# Lee Hsin-han
Lee Hsin-han (chinesisch 李欣翰, Pinyin Lǐ Xīnhàn; * 19. Mai 1988 in Taipeh) ist ein taiwanischer Tennisspieler. Er gilt als Doppelspezialist.

## Karriere
Lee Hsin-han spielt hauptsächlich auf der ATP Challenger Tour und der ITF Future Tour. Er konnte bislang 24 Doppelsiege auf der ITF Future Tour feiern. Auf der ATP Challenger Tour gewann bis jetzt sechs Doppelturniere. Zum 20. August 2012 durchbrach er erstmals die Top 100 der Weltrangliste im Doppel und seine höchste Platzierung war ein 93. Rang im Februar 2013.
Lee Hsin-han spielt seit 2007 für die taiwanische Davis-Cup-Mannschaft. Für diese trat er in sieben Begegnungen an, wobei er im Einzel eine Bilanz von 1:3 und im Doppel eine Bilanz von 2:2 aufzuweisen hat.

## Erfolge
| Legende (Anzahl der Siege)  |
| Grand Slam                  |
| ATP World Tour Finals       |
| ATP World Tour Masters 1000 |
| ATP World Tour 500          |
| ATP World Tour 250          |
| ATP Challenger Tour (8)     |

### Doppel

#### Turniersiege
| Nr. | Datum            | Turnier   | Belag     | Partner           | Finalgegner                    | Ergebnis          |
| --- | ---------------- | --------- | --------- | ----------------- | ------------------------------ | ----------------- |
| 1.  | 31. Juli 2011    | Wuhai     | Hartplatz | Yang Tsung-hua    | Feng He Zhang Ze               | 6:2, 7:64         |
| 2.  | 9. Juni 2012     | Prostějov | Sand      | Hsieh Cheng-peng  | Colin Ebelthite John Peers     | 7:5, 7:5          |
| 3.  | 18. August 2012  | Qarshi    | Hartplatz | Peng Hsien-yin    | Brydan Klein Yasutaka Uchiyama | 6:75, 6:4, [10:4] |
| 4.  | 28. Oktober 2012 | Seoul     | Hartplatz | Peng Hsien-yin    | Lim Yong-kyu Nam Ji-sung       | 7:63, 7:5         |
| 5.  | 27. Januar 2013  | Maui      | Hartplatz | Peng Hsien-yin    | Tennys Sandgren Rhyne Williams | 6:71, 6:2, [10:5] |
| 6.  | 16. Juni 2013    | Prag      | Sand      | Peng Hsien-yin    | Vahid Mirzadeh Denis Zivkovic  | 6:4, 4:6, [10:5]  |
| 7.  | 31. Oktober 2015 | Suzhou    | Hartplatz | Denys Moltschanow | Gong Maoxin Peng Hsien-yin     | 3:6, 7:65, [10:4] |
| 8.  | 8. November 2015 | Hua Hin   | Hartplatz | Lu Yen-hsun       | Andre Begemann Purav Raja      | kampflos          |